# Chambre de commerce et d'industrie du Territoire de Belfort
 (octobre 2021).
La Chambre de Commerce et d'Industrie du Territoire de Belfort est la Chambre de Commerce et d'Industrie du département du Territoire de Belfort. Son siège est à Belfort au 1, rue du Docteur Fréry.
Elle fait partie de la Chambre de Commerce et d'Industrie régionale de Bourgogne - Franche-Comté.

## Missions
À ce titre, elle est un organisme chargé de représenter les intérêts des entreprises commerciales, industrielles et de service du Territoire de Belfort et de leur apporter certains services. C'est un établissement public qui gère en outre des équipements au profit de ces entreprises.
Comme toutes les CCI, elle est placée sous la double tutelle du Ministère de l'Industrie et du Ministère des PME, du Commerce et de l'Artisanat.

### Service aux entreprises
- Centre de formalités des entreprises
- Assistance technique au commerce
- Assistance technique à l'industrie
- Assistance technique aux entreprises de service
- Point A (apprentissage)

### Gestion d'équipements
- Port fluvial de commerce de Bourgogne.

### Centres de formation
- École supérieure des technologies et des affaires (ESTA)

## Pour approfondir